# Іліман
Іліман — цар Країни Моря, правив в 1-й третині XVIII століття до н. е.
Читання клинописних знаків, що передають його ім'я, ненадійне. Вони можуть читатися і як Іліман, і як Ельмаілум або Ілімаілум.
Іліман, скориставшись ослабленням Вавилона, що настало в результаті навали каситів і повстання Рім-Сіна II, збунтувався проти Самсу-ілуна і заснував своє власне царство. Царство Ілімана, що отримало назву Країна Моря (Примор'я), включало в себе крайній південь Вавилонії, землі на південь і на схід від Лагуни, в тому числі може бути і Лагаш.
Близько 1722 до н. е. Іліман здобув тимчасову перемогу над військом Самсу-ілуна і на деякий час захопив Ніппур, де за його правління датували документи. Хоча Самсу-ілун й вдалося в подальшому відтіснити Ілімана назад в болота низовин і навіть опанувати Уром, але рішучої перемоги він так і не здобув. Не мав успіху у війні з Іліманом і наступник Самсу-ілуна Абі-Ешуг. Успіх у цій війні супроводжував царя Країни Моря, який перебував в союзі з еламітами.